# Willy Teirlinck
Willy Teirlinck (* Teralfene, 10 de agosto de 1948). Fue un ciclista belga, profesional entre 1970 y 1986, cuyos mayores éxitos deportivos los logró en el Tour de Francia donde obtuvo 5 victorias de etapa, en la Vuelta a España donde conseguiría 2 victorias de etapa y en el Campeonato de Bélgica de ciclismo en ruta al conseguir la victoria en la edición de 1975

## Palmarés
| 1970 - 1 etapa del Tour de Argelia 1971 - De Kustpijl Heist - 3 etapas de la Étoile des Espoirs 1972 - 3 etapas en el Tour de Francia más clasificación de los esprints intermedios - 1 etapa del Tour del Nord 1973 - 1 etapa en el Tour de Francia - 1 etapa de la Étoile des Espoirs 1974 - G.P. de Denain - G. P. de Fourmies - Stadsprijs Geraardsbergen - 1 etapa de la Étoile des Espoirs - 1 etapa del Tour de Luxemburgo 1975 - Campeón de Bélgica de ciclismo en ruta - 1 etapa del Tour de l'Oise 1976 - 1 etapa del Tour de Francia - G.P. Pino Cerami - 2 etapas del Tour de l'Aude - 3.º en el Campeonato de Bélgica en Ruta | 1977 - Tour de l'Oise, más 1 etapa - 1 etapa del Tour de l'Aude - 1 etapa de la Étoile des Espoirs 1978 - 2 etapas de la Vuelta a España - Tour de l'Oise - 2.º en el Campeonato de Bélgica en Ruta 1979 - 2 etapas de la Vuelta a Aragón - Clasificación de los esprints intermedios del Tour de Francia 1980 - 1 etapa de la París-Bourges - 1 etapa de la Vuelta a Alemania 1982 - Circuito de la Frontera 1984 - Halle-Ingooigem 1985 - Omloop van de Vlasstreek |

## Resultados en las grandes vueltas
| Carrera         | 1970 | 1971 | 1972 | 1973 | 1974 | 1975 | 1976 | 1977 | 1978 | 1979 | 1980 | 1981  | 1982 | 1983 | 1984 | 1985 | 1986 |
| --------------- | ---- | ---- | ---- | ---- | ---- | ---- | ---- | ---- | ---- | ---- | ---- | ----- | ---- | ---- | ---- | ---- | ---- |
| Giro de Italia  | -    | -    | -    | -    | -    | -    | -    | -    | -    | -    | -    | -     | -    | -    | -    | -    | -    |
| Tour de Francia | -    | 74.º | 66.º | 60.º | 65.º | 45.º | 67.º | Ab.  | 38.º | 56.º | -    | 111.º | -    | -    | -    | -    | -    |
| Vuelta a España | -    | -    | -    | -    | -    | -    | -    | -    | 25º  | -    | -    | -     | -    | -    | -    | -    | -    |
| Mundial en Ruta | -    | -    | -    | -    | -    | -    | -    | -    | -    | -    | -    | -     | -    | -    | -    | -    | -    |